# 脆哨

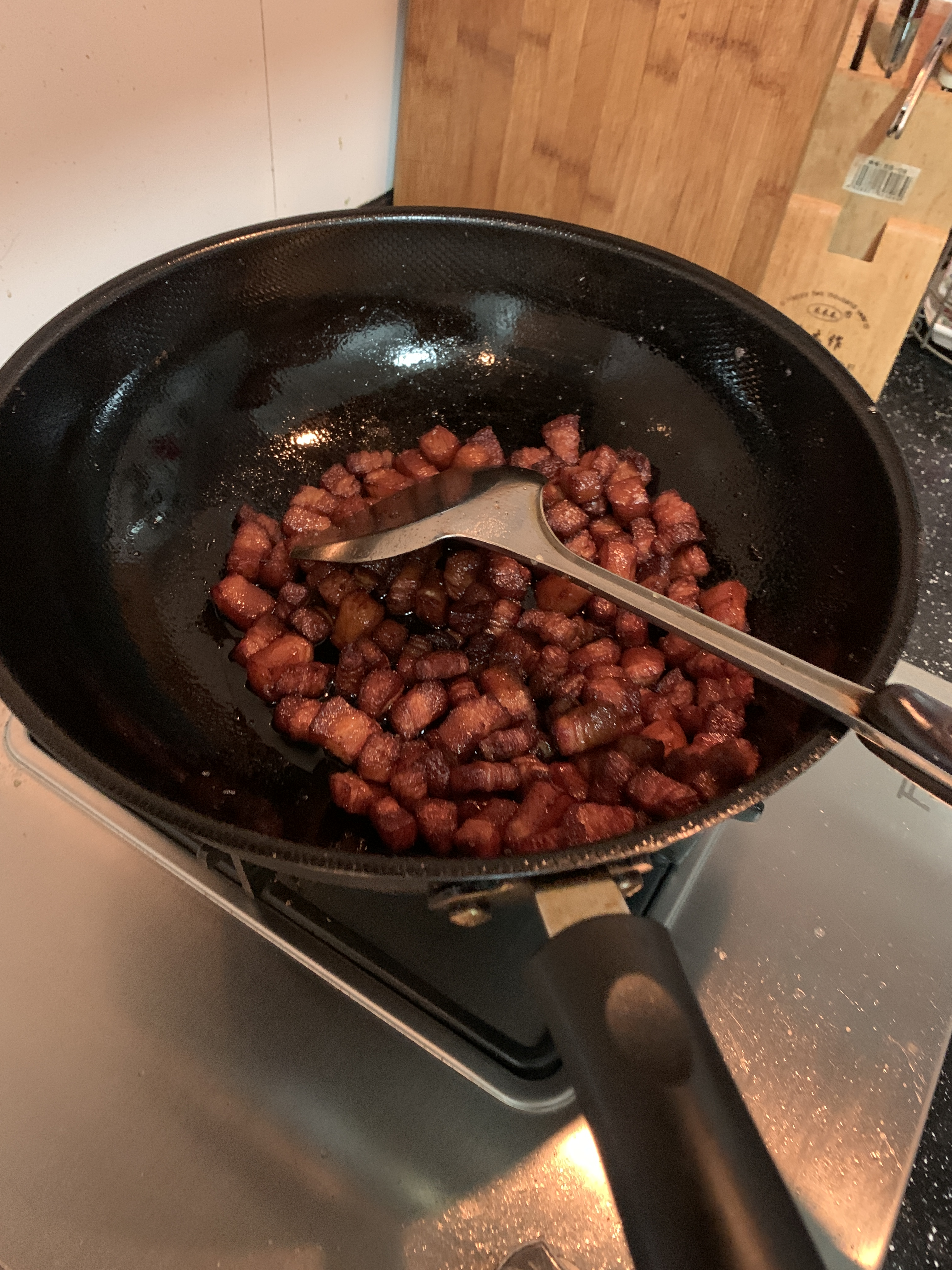
熬制脆哨

脆哨 是中国贵州省贵阳市的一种受欢迎的小吃。它做法类似其他地方的油渣，但是是由切成丁的猪肉经过酱油，盐，醋和甜酒腌制后熬炸而成。这是一种独特而美味的小吃，体现了该地区的烹饪文化。
“脆哨”这个名字来源于咬下去时发出的声音与酥脆的质感，这种小吃因此得名。有人认为，这个名字是由于贵阳口音无法区分“哨”和“臊”字，而将“脆臊”误读成“脆哨”所致，但“脆哨”这个名字早已被当地民众所广泛接受 。